# Course de côte de Gaillon

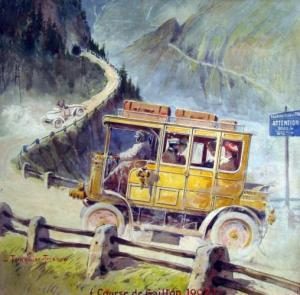
Vue de l'édition 1902,
par Louis Trinquier-Trianon
(publicité Gardner-Serpollet).

La Course de côte de Gaillon est une ancienne compétition automobile de course de côte disputée annuellement dans l'Eure, à une cinquantaine de kilomètres au sud-est de Rouen, sur le kilomètre (départ arrêté ou lancé) de la butte (ou rampe) de Sainte-Barbe. L'épreuve est organisée en fin d'année, le plus souvent au mois d'octobre, grâce au quotidien L'Auto.

## Histoire
Disputée à partir de 1899 et durant 27 saisons  dans ce qui est, au départ, un bourg de près de 2 500 habitants, le record de l'ascension avant-guerre appartient à l'Allemand Fritz Erle, avec 22 s, au volant de la Blitzen-Benz. 
Le coureur Jean Denjean (né en 1869) décède durant l'édition 1903 lors des essais, alors que quelques semaines plus tôt il remporte, coup-sur-coup, la course de côte du Mont Ventoux, et, en catégorie, celle de Château-Thierry, toujours sur Richard-Brasier 40 HP ,.
Après le premier conflit mondial, l'épreuve revient dès 1920 et est remportée par René Thomas (le recordman du nombre de victoires absolues, avec quatre victoires), sur Sunbeam 18,3 l, en 20,6 s.
Des rétrospectives de l'épreuve ont été organisées, notamment en 2009 pour les 110 ans de sa création, par le Lions Club de Vernon. En 2019, pour ses 120 ans, une reconstitution est organisée les 28 et 29 septembre.

## Palmarès
| Année               | Vainqueur                                    | Voiture                              |
| ------------------- | -------------------------------------------- | ------------------------------------ |
| 1899                | "Blake"                                      | American Automobile (NY)             |
| 1900                | Charles-Henri Brasier                        | Mors 24 hp                           |
| 1901                | S.F. Edge                                    | Napier 60 hp                         |
| 1902 (21 septembre) | Hubert Le Blon                               | Gardner-Serpollet Steam              |
| 1902 (12 octobre)   | Hubert Le Blon                               | Gardner-Serpollet Steam              |
| 1903                | Louis Rigolly                                | Gobron-Brillié 100 hp                |
| 1904                | Paul Baras (ex æquo) Louis Rigolly (ex æquo) | Darracq 100 hp Gobron-Brillié 100 hp |
| 1905                | Pierre de Caters                             | Mercedes 120 hp                      |
| 1906                | Algernon Lee Guinness                        | Darracq 120 hp                       |
| 1907                | Frank Newton                                 | Napier                               |
| 1908                | Paul Bablot                                  | Brasier 120 hp GP                    |
| 1909                | Paul Bablot                                  | Brasier 120 hp GP                    |
| 1910                | Fritz Erle                                   | Blitzen-Benz 200 hp 21,7 l no 2      |
| 1911                | Louis Gasté                                  | Rossel 6 cylindres                   |
| 1912                | Fritz Erle                                   | Blitzen-Benz 200 hp 21,7 l no 3      |
| 1913                | F. Crespelle                                 | Crespelle 3,0 l                      |
| 1914-1918           | Annulée                                      | Annulée                              |
| 1919                | René Thomas                                  | Ballot Indy 1919 4,9 l               |
| 1920                | René Thomas                                  | Sunbeam 18,3 l                       |
| 1921                | Jules Goux                                   | Ballot 3,0 l                         |
| 1922                | Robert Benoist                               | Salmson 1,1 l 4 cylindres            |
| 1923                | René Thomas                                  | Delage DH 12 cylindres               |
| 1924                | Jack Scales                                  | Talbot-Darracq 1,5 l                 |
| 1925                | René Thomas                                  | Delage DH 12 cylindres               |
| 1926                | Albert Divo                                  | Sunbeam-Talbot 4,0 l                 |
| 1927                | Janine Jennky                                | Bugatti Type 35                      |
| 1928                | André Morel                                  | Amilcar 1,3 l 6 cylindres            |
| 1929                | Yves Giraud-Cabantous                        | Salmson 1,1 l 8 cylindres            |
| 1930-1931           | Non disputée                                 | Non disputée                         |
| 1932                | José Scaron                                  | Amilcar CO                           |

## Remarques
- Victor Hémery remporta la catégorie voitures légères en 1904, sur Mercedes.
- Victor Demogeot et Dorothy Levitt obtinrent chacun une victoire de classe, respectivement sur Darracq 40HP en 1906, et sur Napier 40HP 6 cylindres en octobre 1907.
- Joseph Collomb s'imposa en catégorie voiturettes de course, en 1920.
- Michel Doré remporta la catégorie 1,5 l en 1929, sur Bugatti.

## Galerie d'images

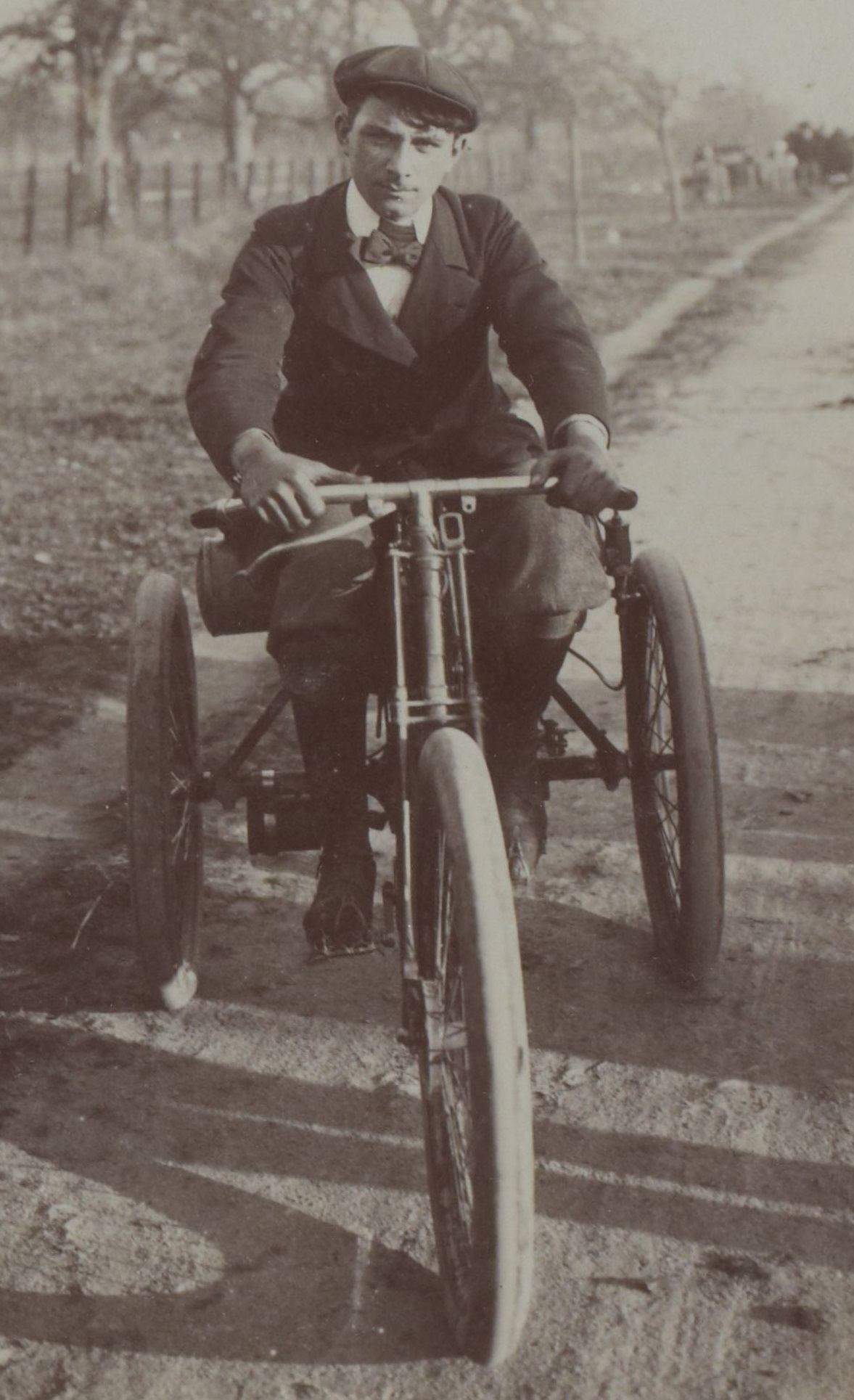
Villemain (Louis, ou Marc-Philippe), vainqueur en 1899 (cycles, et sans chaînes).
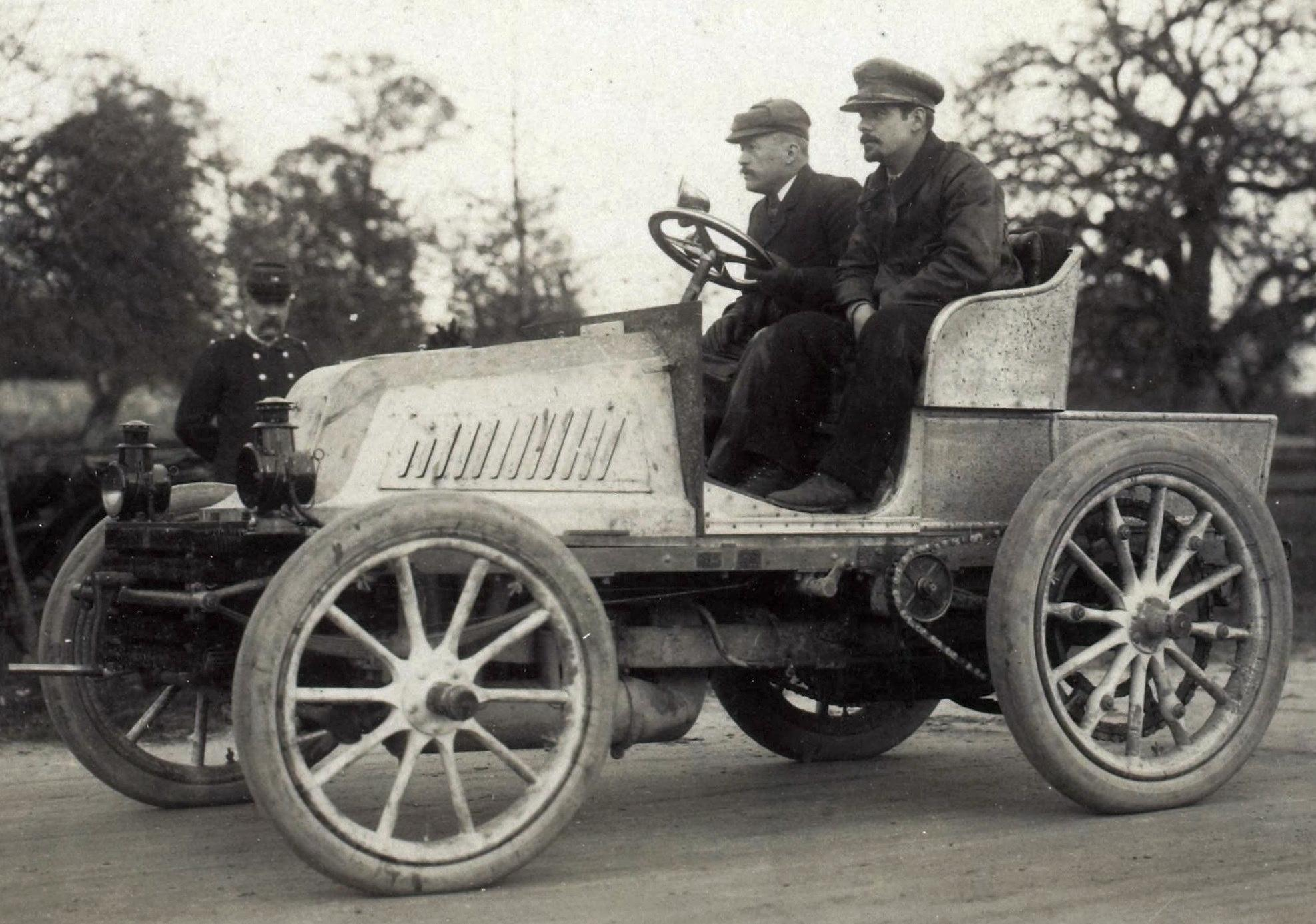
Charles-Henri Brasier, vainqueur sur Mors 24hp le 11 septembre 1900.
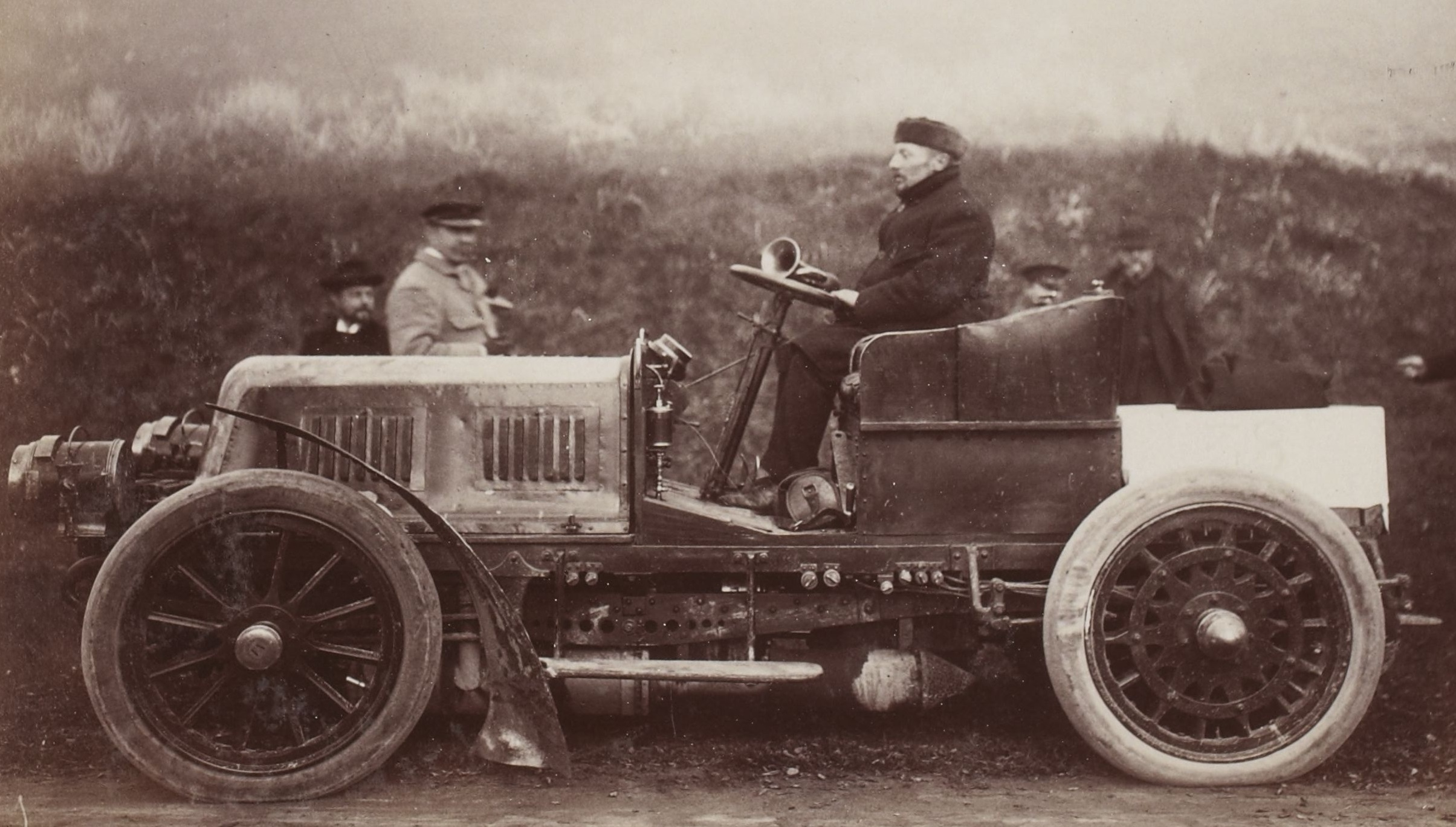
Pierre de Caters lors de l'édition 1901, sur Jenatzy 50 hp.
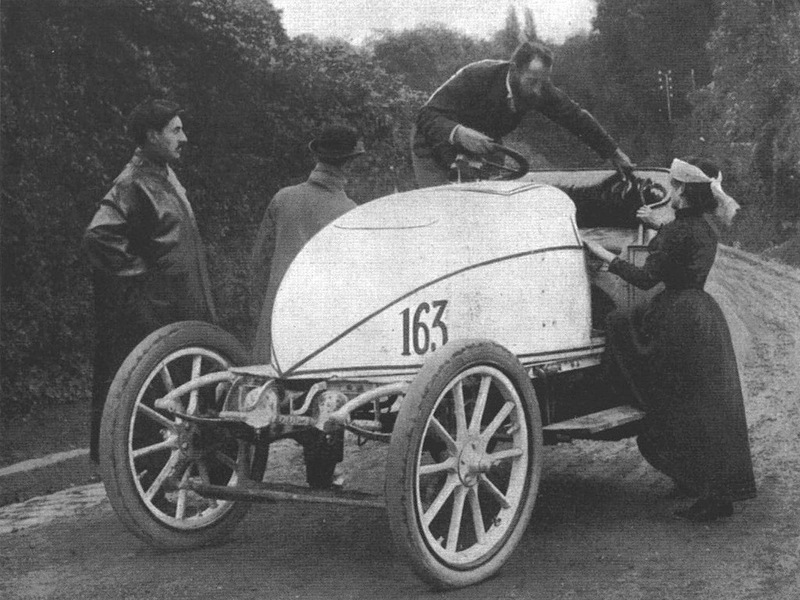
1902, victoire de M. & Mme Le Blon sur Gardner-Serpollet Steam (à vapeur, dite l'Œuf de Pâques).
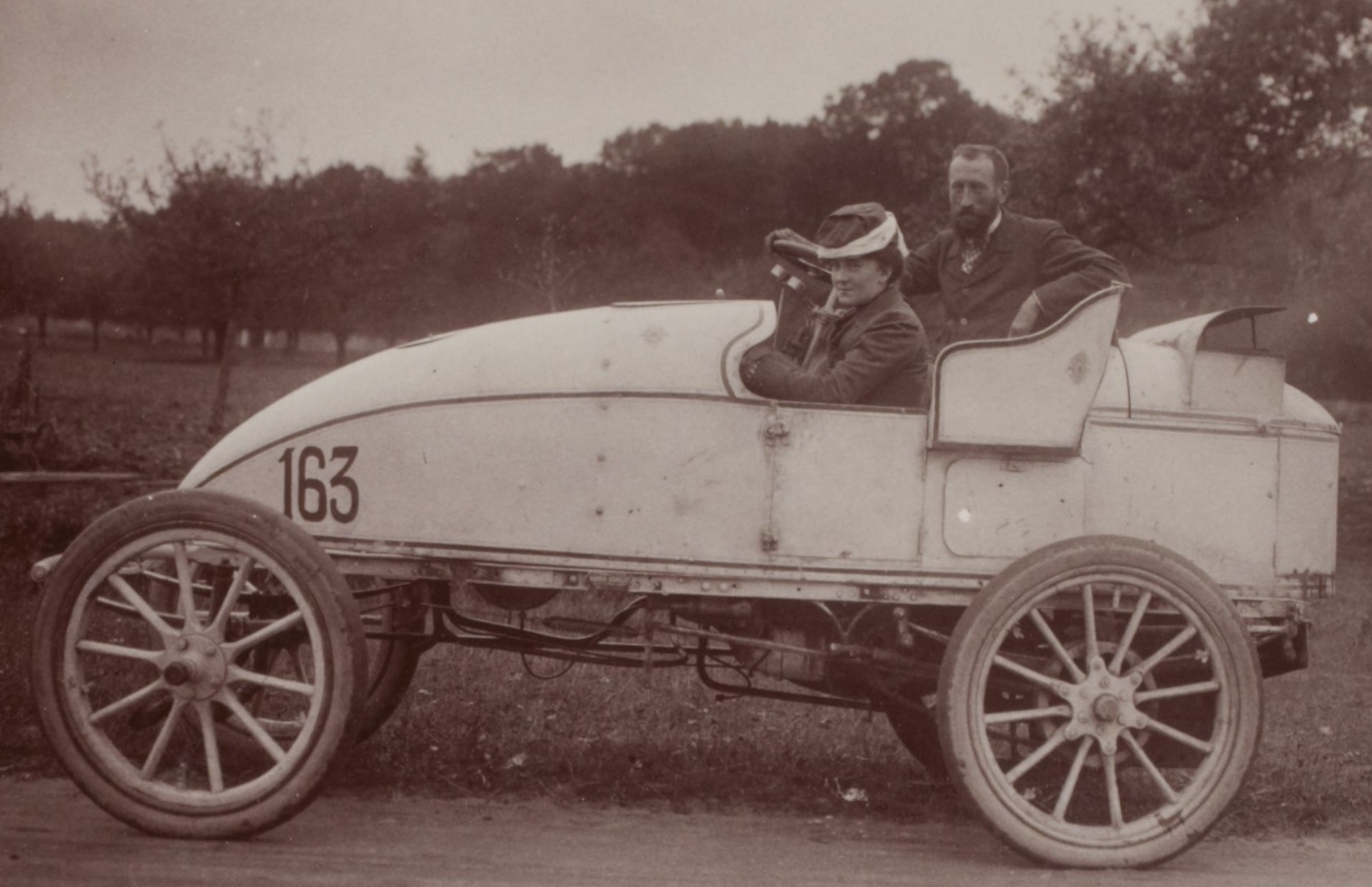
Même équipage, après la victoire de 1902.
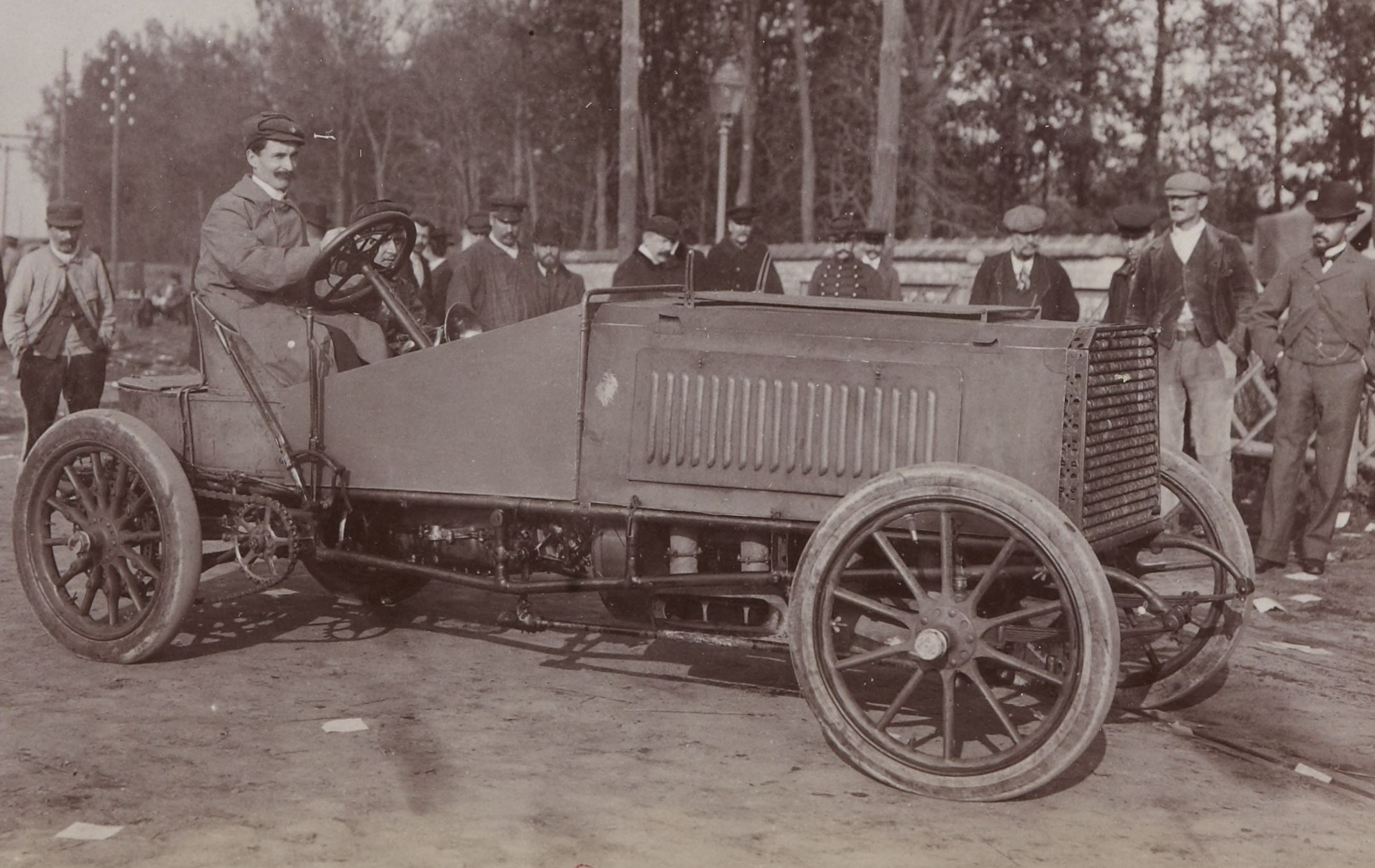
Louis Rigolly vainqueur de l'édition 1903 sur Gobron-Brillié 100hp (Coupe du Figaro, réservée aux véhicules lourds).
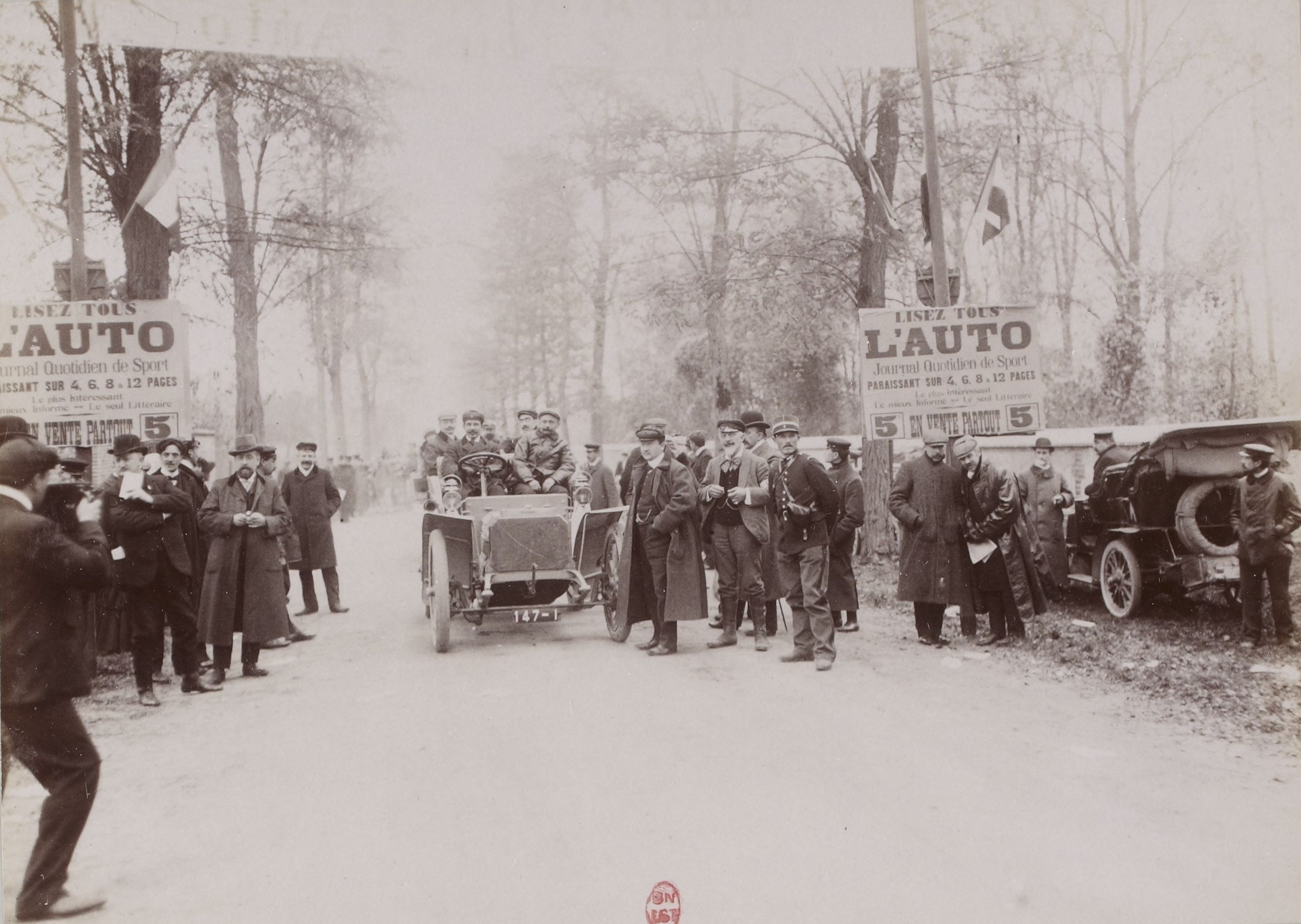
Les départs de l'édition 1904: ici Cuchelet, sur Peugeot.
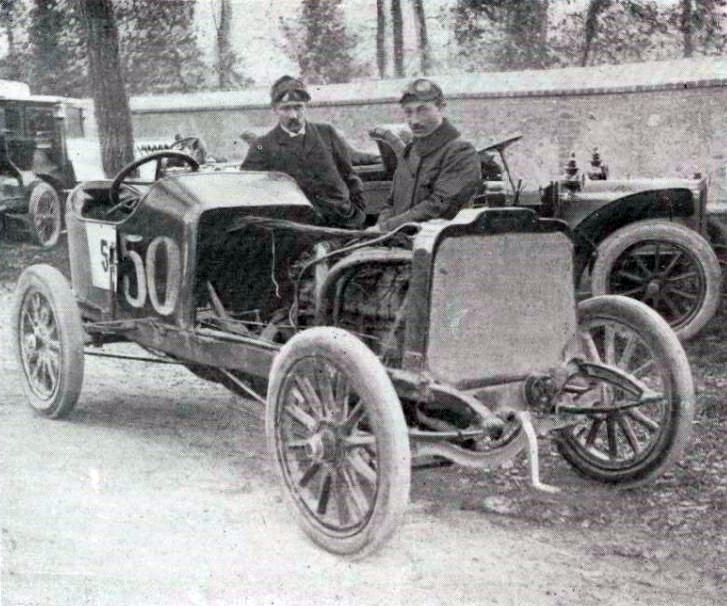
Paul Baras, premier ex æquo de l'édition 1904 sur Darracq 100hp.
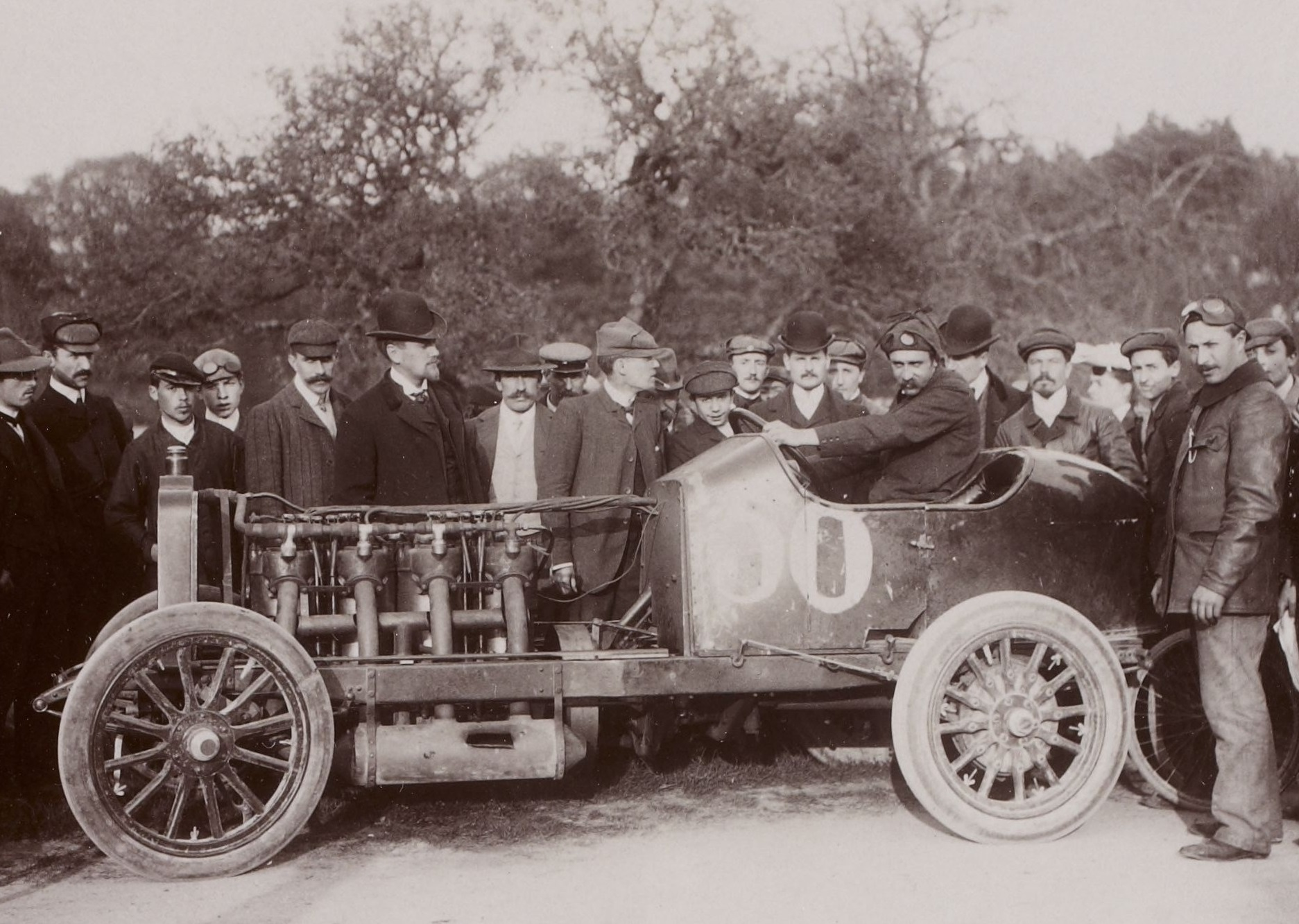
Baras sous un autre angle avant le départ.
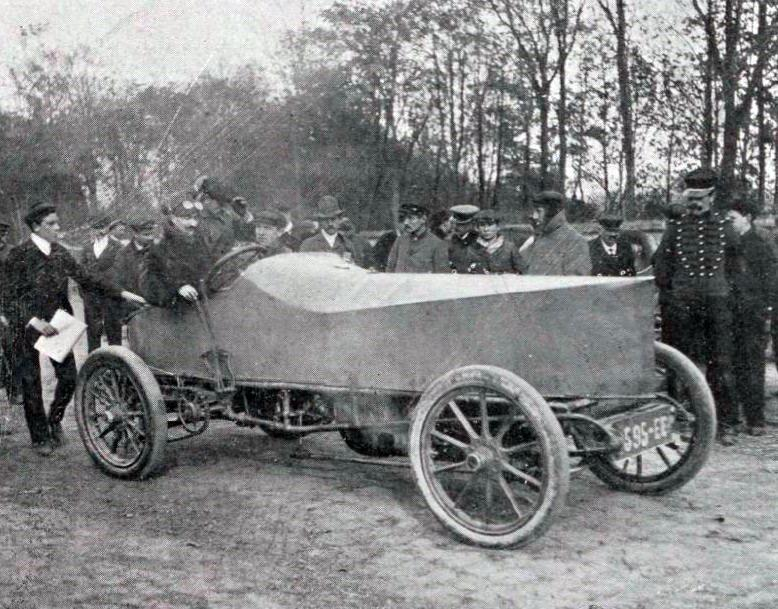
Rigolly, premier ex aequo de l'édition 1904 sur Gobron-Brillié 100hp.
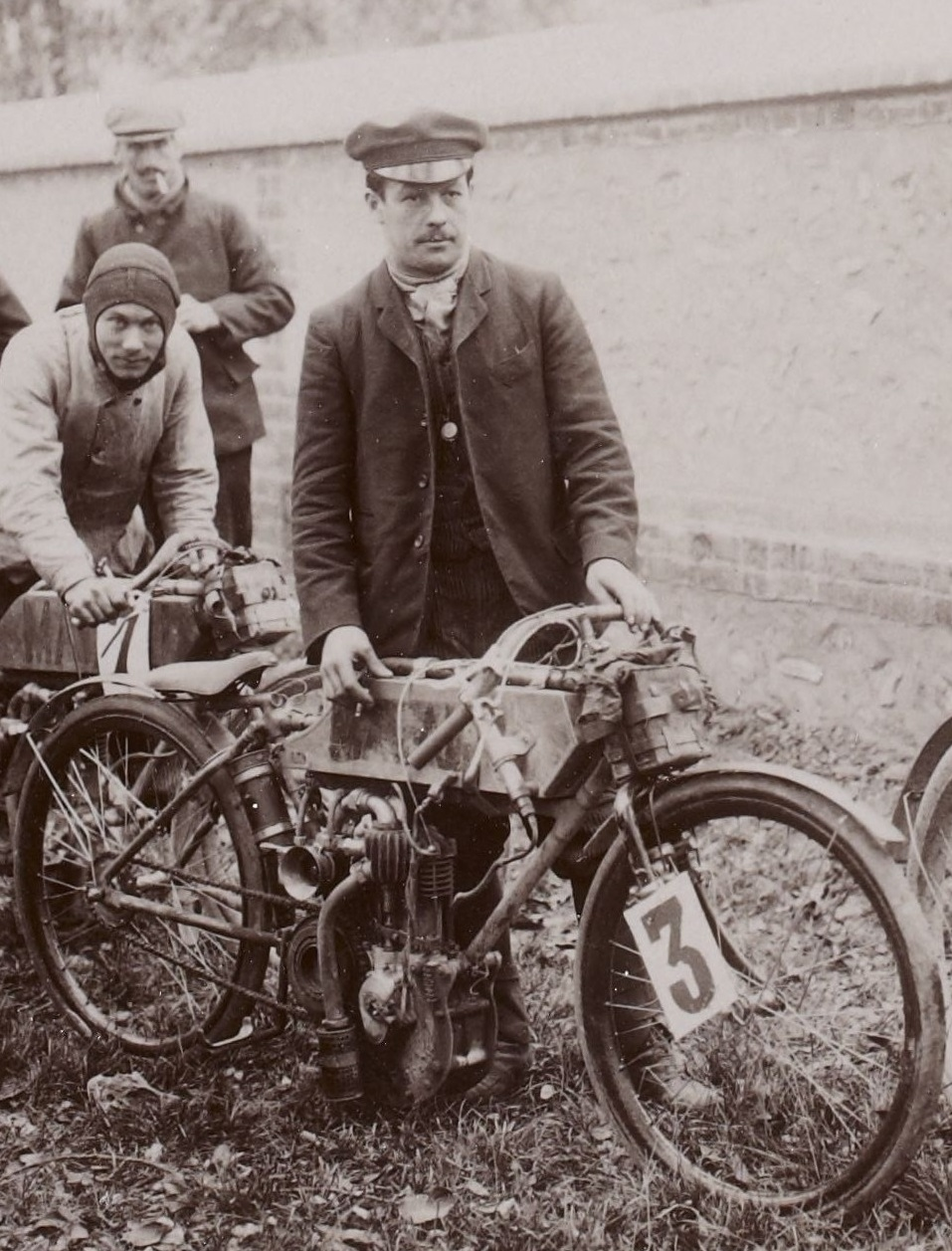
Joseph Collomb vainqueur 1904 sur Magali de la catégorie Motocyclettes ⅓ l.
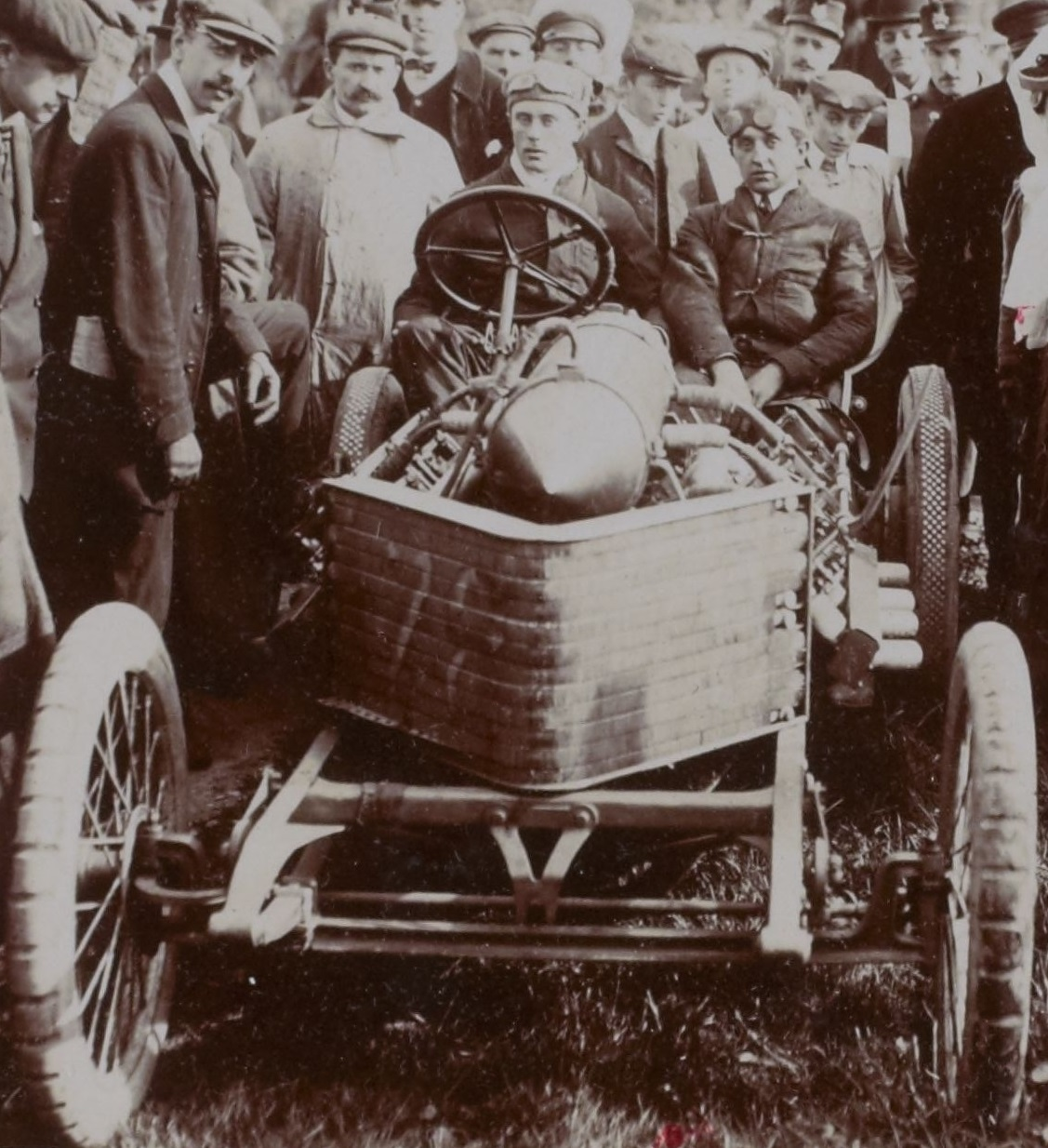
Algernon Lee Guiness vainqueur 1906 sur Darracq 200 hp.
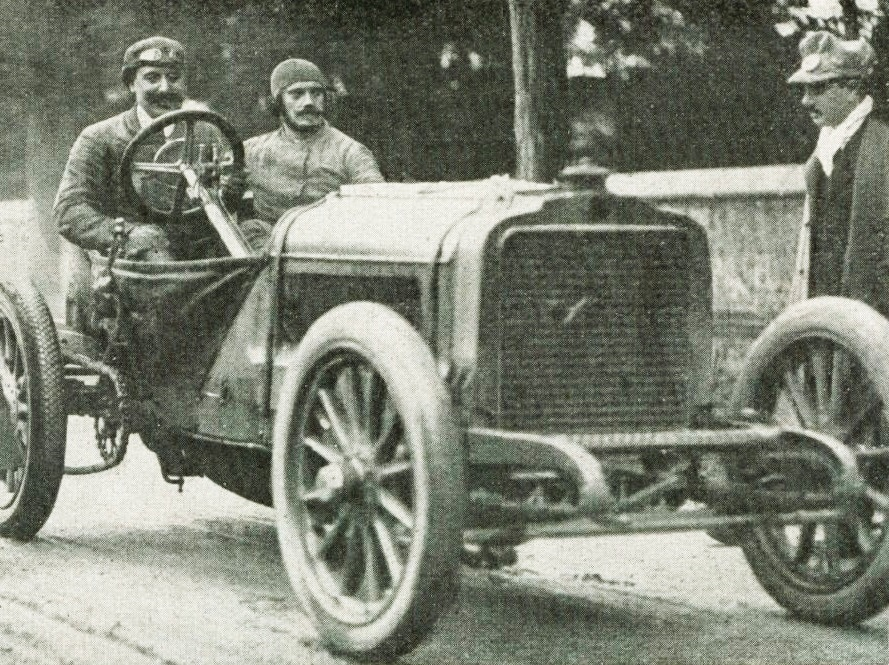
Paul Bablot vainqueur 1909 sur Brasier 120 hp.
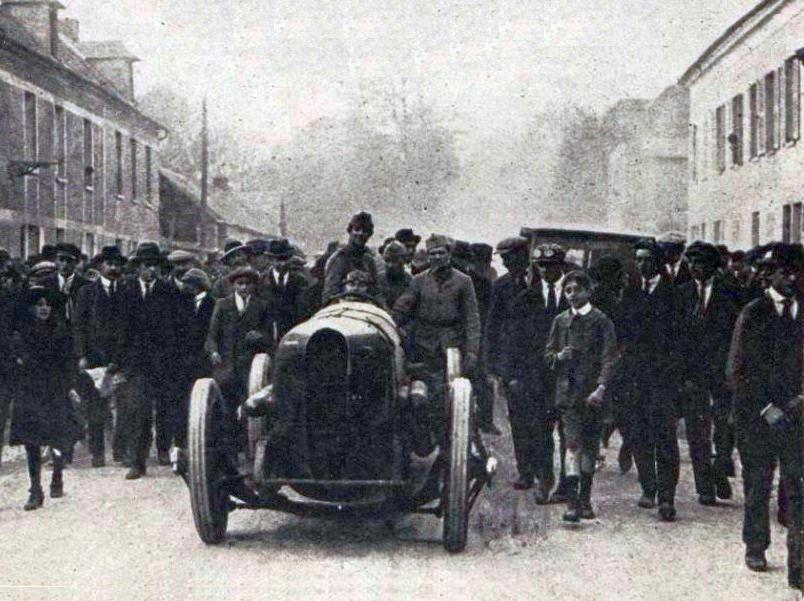
René Thomas vainqueur 1920 sur Sunbeam 18,3 l.
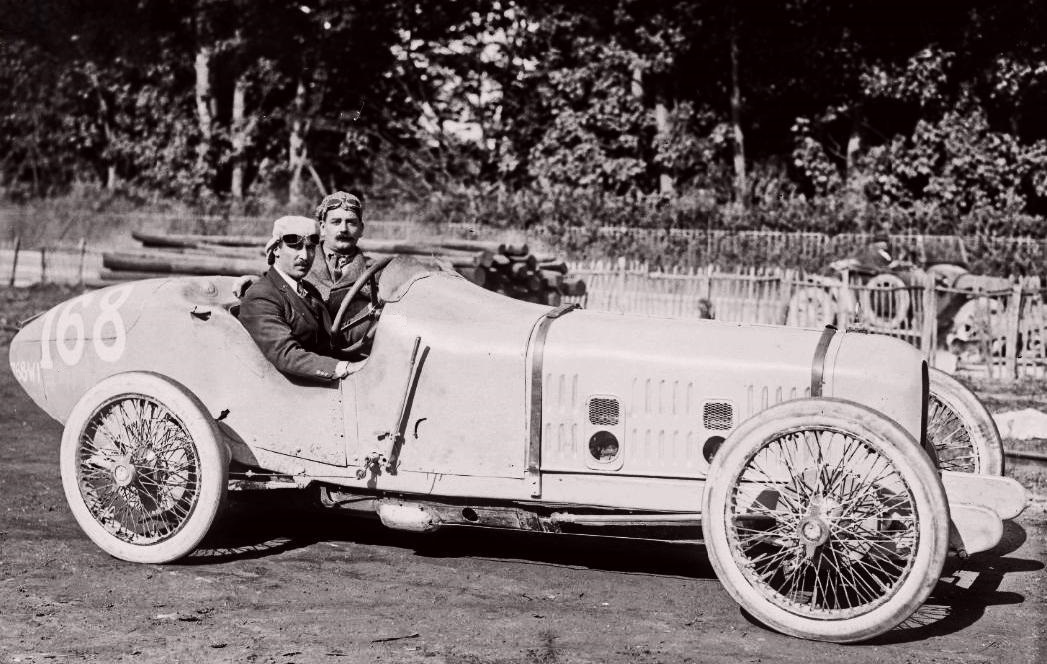
Jules Goux vainqueur 1921 sur Ballot 3L à petits pneumatiques.
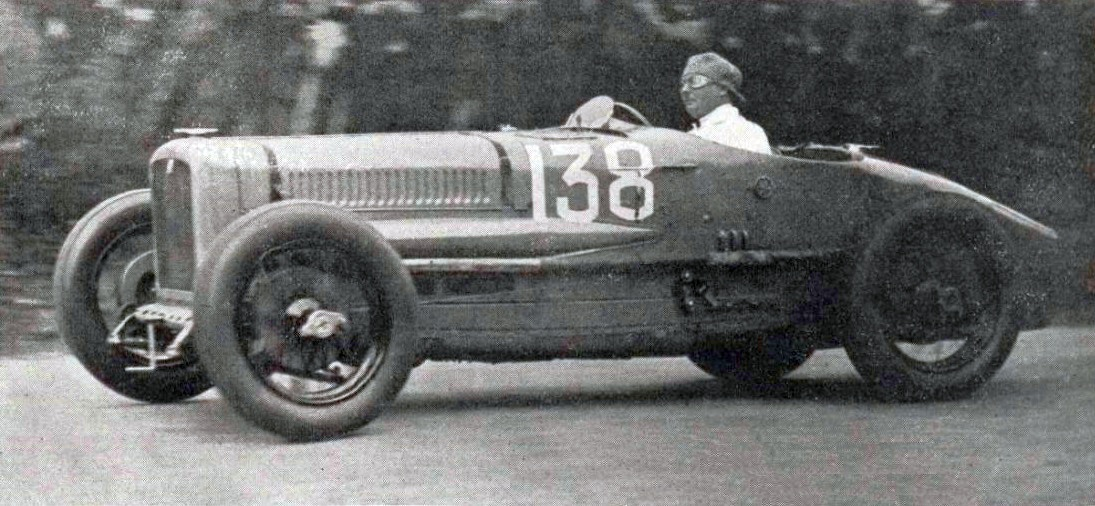
Albert Divo vainqueur 1926 sur Sunbeam-Talbot 4L.

- 1902,
victoire de
 M. & Mme Le Blon
sur Gardner-Serpollet Steam (à vapeur, dite
l'Œuf de Pâques).
- Même équipage,
après la victoire de 1902.
- Louis Rigolly
vainqueur de l'édition 1903
sur Gobron-Brillié 100hp
(Coupe du Figaro,
réservée aux véhicules lourds).
- Les départs de
l'édition 1904:
ici Cuchelet,
sur Peugeot[8].
- Paul Baras,
premier ex æquo de
l'édition 1904
sur Darracq 100hp.
- Baras sous un autre angle
avant le départ.
- Rigolly,
 premier ex aequo de
 l'édition 1904
 sur Gobron-Brillié 100hp.
- Joseph Collomb
vainqueur 1904
sur Magali de la catégorie
Motocyclettes ⅓ l.
- Algernon Lee Guiness
vainqueur 1906
sur Darracq 200 hp[9].
- Paul Bablot
vainqueur 1909
sur Brasier 120 hp.
- René Thomas
vainqueur 1920
sur Sunbeam 18,3 l.
- Jules Goux
vainqueur 1921
sur Ballot 3L
à petits pneumatiques.
- Albert Divo
vainqueur 1926
sur Sunbeam-Talbot 4L.